# Josef Ausserhofer
Josef Ausserhofer (* 18. Jänner 1894 in Schwaz, Tirol; † 28. April 1973 ebenda) war ein österreichischer Schriftsteller, Heimatdichter sowie Stadtapotheker.

## Leben
Ausserhofer war der Sohn einer armen Schwazer Familie. Er hatte fünf Geschwister und der Vater starb im Jahr 1900. So wuchs er in armen Verhältnissen auf und erhielt, da er Priester werden sollte, eine religiöse Erziehung. Seine Mutter musste nach dem frühen Tod seines Vaters die Kinder allein durchbringen. Ab 1904/1905 besuchte er das Musikgymnasium in Salzburg. Hier war er bis zu seinem Stimmbruch einer der Sängerknaben im Domchor und maturierte dort 1914. Bereits im Alter von elf Jahren begann er zu komponieren und wurde mit 15 Jahren Dirigent eines Schülerchors und Streichorchesters. Nach dem Abschluss der Schule begann er ein Studium der Theologie in Innsbruck. Im Ersten Weltkrieg diente er an der Dolomitenfront. Seine Erlebnisse verarbeitete er im Roman Heimat in Not, der 1936 erschien. Nach dem Ende des Krieges studierte er in Innsbruck Medizin und später Pharmazie, Musikwissenschaft und Kunstgeschichte. Anschließend heiratete er die Tochter eines Apothekers und wurde Stadtapotheker in Schwaz.
In Schwaz verfasste er seine schriftlichen Werke. Zu den Ehrungen, die ihm verliehen wurden, zählen der Titel „Professor“ und die Ehrenbürgerwürde der Stadt Schwaz.

## Auszeichnungen
- 1. Dramatikerpreis der Tiroler Landesregierung (1949)
- Titel „Professor“
- Ehrenbürger der Stadt Schwaz
- Ehrengrab am städtischen Friedhof Schwaz
- Benennung der Magister-Josef-Ausserhofer-Straße in Schwaz

## Werke
- Schenk' mir das Leben! E. Pierson, Dresden 1922.
- Heimat in Not Berlin Deutsches Literarisches Institut 1936.
- Der Tod und das stumme Geigerlein. Legende einer Jugend. Innsbruck, Tyrolia 1947.
- Der Bettelmann. Das Spiel vom Sterben des armen Mannes. Inn-Verlag, Innsbruck 1949.[4]
- Tiroler Totentanz, Mysterienspiel, 1959.
- Der unsterbliche Narr Wagner, Innsbruck 1960.
- Wunder und Abenteuer der Hanna Gost Universitäts-Verlag, 1963.